# Luz Long
Carl Ludwig "Luz" Long (Leipzig, 27 de abril de 1913 – San Pietro Clarenza, 14 de julho de 1943) foi um atleta alemão, especializado no salto em distância. Tornou-se parte das lendas olímpicas como vencedor da medalha de prata nesta prova em Berlim 1936, e por ter dado conselhos a seu adversário, o norte-americano Jesse Owens, que os usou para conquistar a medalha de ouro naqueles Jogos Olímpicos e de quem se tornou um grande amigo pessoal.
Long morreu durante a Segunda Guerra Mundial na frente italiana, em 1943.

## Biografia
Long estudou Direito na Universidade de Leipzig, onde em 1936 se juntou ao Leipziger Sport Club. Após a formatura, trabalhou como advogado em Hamburgo, continuando ao mesmo tempo interessado e praticante do atletismo.

### Berlim 1936
Long ficou com a medalha de bronze saltando 7,25 m no Campeonato Europeu de Atletismo de 1934,realizado em Turim, Itália. No verão de 1936, era o recordista europeu do salto em distância, ansioso para disputá-lo contra o norte-americano Owens, então o recordista norte-americano. A prova do salto em distância, realizada em 4 de agosto, durante os Jogos Olímpicos de Berlim, foi o seu primeiro evento contra Owens. Durante as eliminatórias, ele marcou um novo recorde olímpico. Em contraste, seu oponente queimou seus dois primeiros saltos - o primeiro deles, Owens usou apenas para esquentar para a prova e ficou surpreso do juiz ter marcado como  salto válido - e tinha apenas mais uma tentativa. Sabendo que precisava de ao menos 7,15 m para classificar-se para a final, o americano sentou-se na grama desanimado. De acordo com o que Owens contou ao filho de Long em 1964, o alemão então foi até ele e o aconselhou a escolher uma nova marca, saltando algumas polegadas para trás da tábua de salto, porque sabia que o americano facilmente atingiria 7,15 m mesmo assim e não arriscaria queimar seu último salto, sendo desclassificado.
Aceitando o conselho de Long, em seu último salto Owens marcou 7,25 m classificando-se facilmente para as finais. Na final, no fim do dia, os dois quebraram o até ali vigente recorde olímpico por cinco vezes. Owens conquistou o ouro com a marca de 8,06 m, um novo recorde olímpico, e Long ficou com a prata com 7,87 m. Depois da prova, ele foi o primeiro a congratular o negro americano e os dois saíram abraçados e conversando do campo de provas, em frente ao público e à elite nazista. Sobre isso, Owens disse mais tarde: "Ele foi bastante corajoso em ter essa atitude comigo na frente de Adolf Hitler... você pode derreter todas as medalhas e troféus que eu possuo e isso não seria um revestimento suficiente para a amizade de 24 quilates que eu sentia por Luz Long naquele momento". Toda a disputa entre Long e Owens foi filmada e encontra-se no épico filme de Leni Riefenstahl sobre os Jogos de Berlim, Olympia.
Três dias depois, Long ficou em 10ª lugar no salto triplo. Dois anos depois, no segundo Campeonato Europeu de Atletismo, em Paris, ele conquistou mais um bronze no salto em distância, com a marca de 7,56 m.
A história dos conselhos de Long para Owens foi contestada pelo historiador olímpico Tom Ecker, que estudou as filmagens existentes da prova. Segundo Ecker, em 1965 ele confrontou Owens com suas provas e o atleta lhe teria confessado que inventou a história para agradar o filho de Long, que tinha então conhecido, e que na verdade só teve contato com o alemão ao fim da prova, quando se cumprimentaram e tornaram-se amigos. Mas Long e Owens mantiveram contato por cartas depois de Berlim e na última delas escrita pelo alemão ao americano, Long havia lhe pedido que um dia encontrasse seu filho, e contasse a ele "como as coisas podem ser entre os homens deste mundo". 

### Segunda Guerra Mundial
Long serviu no exército alemão durante a guerra, atingindo o posto de soldado de primeira classe. Durante a invasão norte-americana à Sicília, em 1943, ele foi feito prisioneiro e executado no Massacre de Biscari.  Foi enterrado no cemitério de guerra de Motta Sant'Anastasia, na Sicília.

### Homenagens
Estradas e ruas perto de instalações esportivas em sua cidade natal de Leipzig e no Parque Olímpico de Munique foram batizadas com seu nome. Sua medalha de prata, fotografias e documentos, foram doados para o Sportsmuseum de Leipzig. Em 1964, o Comitê Olímpico Internacional lhe outorgou postumamente a Medalha Pierre de Coubertin.